# Carta colectiva de los obispos españoles con motivo de la guerra en España

La Carta Colectiva del Episcopado español a los obispos del mundo entero fue un documento de los obispos españoles, cuyo objetivo era informar a los católicos de fuera de España de la postura que había tomado la Iglesia católica en España en la guerra civil española. Llevaba fecha de 1 de julio de 1937, cuando se cumplía casi un año del inicio de la guerra, pero no se divulgó hasta mediados de agosto «con la intención de obtener la firma de los pocos obispos recalcitrantes, y también para que los obispos de todo el mundo, a los que la carta se dirigía, la hubieran recibido cuando la prensa la diera a conocer al gran público». Fue redactada por el cardenal primado de Toledo Isidro Gomá a instancias del "Generalísimo" Francisco Franco que le pidió al cardenal el 10 de mayo de 1937 que, dado que el episcopado español le apoyaba, publicara:
"un escrito que, dirigido al episcopado de todo el mundo, con ruego de que procure su reproducción en la prensa católica, pueda llegar a poner la verdad en su punto". 
La "verdad" que pretendía el general Franco que se difundiera en este documento estaba destinada a contrarrestar la condena hecha por amplios sectores del catolicismo europeo y americano más avanzado de los asesinatos cometidos por los sublevados de diecisiete sacerdotes en el País Vasco y de miles de obreros y campesinos en toda la zona sublevada, además de su rechazo a considerar a la guerra civil española como una cruzada o guerra santa, una idea difundida por las autoridades y la propaganda franquistas y apoyada por la inmensa mayoría del episcopado español.
El objetivo que perseguía Franco con la carta colectiva de ganarse a la opinión católica mundial en favor de la causa del bando sublevado lo logró plenamente porque prácticamente los obispos de todo el mundo adoptaron a partir de entonces el punto de vista sobre la guerra civil española que manifestaba la carta colectiva, sobre todo por la descripción que se hacía en ella de la persecución religiosa que se había desencadenado en la zona republicana. Como escribió un colaborador de la Oficina Nacional de Propaganda franquista "la carta de los obispos españoles es más importante para Franco en el extranjero que la toma de Bilbao o Santander". Así pues "se produjo plenamente la manipulación propagandística que el cardenal Vidal y Barraquer había temido", y que le había llevado, entre otras razones, a no suscribir la carta colectiva.

## Historia
Nada más llegar a Roma a mediados de agosto de 1936 el marqués de Magaz, "encargado oficioso" ante el Vaticano de la Junta de Defensa Nacional, presionó a la Secretaría de Estado de la Santa Sede para que condenara a los católicos vascos que se mantenían leales a la República, un problema militar pero también propagandístico ya que "desautorizaba el esquema simplista [que difundían los sublevados] de una lucha entre católicos y bolcheviques, o entre Dios y el diablo". Cuando el cardenal primado de Toledo Isidro Gomá y Tomás regresó de Roma, donde había sido recibido por el papa Pío XI el 12 de diciembre de 1936 quien le había nombrado "encargado oficioso provisional" ante la Junta Técnica del Estado nombrada por el "Generalísmo" Franco, supremo jefe político y militar de los sublevados desde el 1 de octubre, se entrevistó con Franco el 29 de diciembre de 1936, y éste volvió a insistir en que "una desautorización de la conducta de los vascos por parte de la autoridad eclesiástica podría ser decisiva para hacerles desistir en su lucha".
Aunque el cardenal Gomá dudaba de la efectividad de dicha condena, recordando que la "Instrucción Pastoral" de los obispos de Pamplona y Vitoria de agosto de 1936 a los católicos vascos no había dado ningún resultado, escribió al Vaticano, y el secretario de Estado, el cardenal Pacelli, le respondió que el papa estaría dispuesto a dirigir una carta pontificia al clero vasco "si S.E. el General Franco se decidiera a hacer alguna concesión a las aspiraciones de los vascos". Como Franco no estaba dispuesto a cumplir esa condición, el Vaticano sugiere entonces al cardenal Gomá que, en lugar de una declaración papal directa, los obispos españoles redacten una "carta colectiva sobre la colaboración de los católicos [vascos] con los comunistas". Pero el 23 de febrero de 1937 el Cardenal Gomá, tras consultar a varios obispos, respondió: "No juzgo procedente la publicación de un escrito colectivo de este episcopado" (sobre los católicos vascos). Aunque añadió a continuación la "posible conveniencia de que por parte del Episcopado español se publique un documento colectivo acomodado a las circunstancias presentes". Pero esta carta colectiva dirigida a los católicos españoles nunca se redactó.
El punto de partida de la carta colectiva dirigida a los obispos de todo el mundo se sitúa en la entrevista que mantuvo el 10 de mayo de 1937 el "Generalísimo" Franco con el cardenal Gomá en la que el "Caudillo" se quejó de la hostilidad de la prensa católica internacional hacia el "bando nacional" que atribuía, entre otras razones, a la "influencia del judaísmo y la masonería" y "al soborno de algunos directores o redactores de periódico que han recibido fuertes sumas para la odiosa campaña". Y a continuación le pidió, según cuenta el propio cardenal Gomá en una carta al cardenal Pacelli.

que, toda vez que el Episcopado español está en su totalidad y sin reservas al lado del general [Franco] y a favor del Movimiento, publique un escrito que, dirigido al episcopado de todo el mundo, con ruego de que procure su reproducción en la prensa católica, pueda llegar a poner la verdad en su punto, haciendo a un mismo tiempo obra patriótica y depuración histórica, que podría redundar en gran bien para la causa católica de todo el mundo

Tras consultar de nuevo a los obispos el 15 de mayo de 1937, el cardenal Gomá redactó la carta en las dos semanas siguientes y a principios de junio enviaba a cada obispo un ejemplar de la misma en galeradas (en el escrito de Gomá sólo hubo algunos retoques doctrinales por parte del obispo de Salamanca Enrique Pla y Deniel y otros estilísticos del obispo de Madrid-Alcalá Leopoldo Eijo Garay). La inmensa mayoría de los obispos acogieron con entusiasmo la carta y la firmaron 43 y 5 vicarios capitulares. Pero hubo cinco prelados que no la firmaron: el obispo de Menorca  Juan Torres y Ribas, el cardenal Pedro Segura, el obispo de Orihuela-Alicante Francisco Javier de Irastorza Loinaz, el obispo de Vitoria Mateo Múgica Urrestarazu y, el caso más significativo, el arzobispo de Tarragona cardenal Vidal y Barraquer. Y también hubo un sexto que "casi" no firmó, el obispo de Urgel y copríncipe de Andorra Justino Guitart y Vilardebó.
En cuanto al Vaticano, cuando Gomá envió a Roma el borrador de la Carta no recibió ninguna respuesta y ni siquiera hizo acuse de recibo cuando Gomá envió al cardenal Pacelli el texto definitivo. Cuando la carta colectiva se hizo pública a mediados de agosto el Vaticano siguió guardando silencio. La respuesta oficial tardó nueve meses en producirse y la forma en que lo hizo enfureció a las autoridades del bando sublevado, porque en la carta que el cardenal Pacelli envió a Gomá en marzo de 1938 elogiaba el documento por condenar el mal, "de cualquier parte que venga'". Así cuando la carta se publicó como prólogo a un libro en el que se recopilaban las respuestas favorables de los obispos de todo el mundo, se suprimió la frase "... de cualquier parte que venga", lo que obligó al diario oficioso del Vaticano L'Osservatore Romano a publicarla completa. El embajador de la "España nacional" ante el Vaticano, Yanguas Messía en lugar de presentar excusas por haber manipulado un documento de la Santa Sede, presentó una queja formal por la publicación del documento completo que incluía la frase "de cualquier parte que venga" lo que, según él, había causado un "penoso efecto" entre "la opinión católica nacional" porque equiparaba "en cierto modo" a los "nacionales" con los "rojos". Yanguas Mesía a continuación afirmaba:

Nosotros no pretendemos que la zona roja sea el infierno y la nuestra el cielo, porque el cielo no está en la tierra. Más sí podemos afirmar que la zona roja es el infierno, con todos sus refinamientos satánicos, y la nuestra es la tierra, con sus virtudes y sus flaquezas, que nadie es perfecto en este mundo. Y una tierra, eso sí, donde se bendice a Dios y en su nombre se lucha y por Él se muere

## Contenido
La extensión de la carta es de unas 45 páginas, con la siguiente estructura :
- Razón de este documento.
- Naturaleza de la carta.
- Nuestra posición ante la guerra.
- El quinquenio que precedió a la guerra.
- El alzamiento militar y la revolución comunista.
- Características de la revolución comunista.
- El movimiento nacional: sus caracteres.
- Se responde a unos reparos.
- Conclusión.

Que la Iglesia, a pesar de su espíritu de paz y de no haber querido la guerra ni haber colaborado en ella no podía ser indiferente en la lucha...
Hoy por hoy, no hay en España más esperanza para reconquistar la justicia y la paz y los bienes que de ellas derivan, que el triunfo del movimiento nacional. Tal vez hoy menos que en los comienzos de la guerra, porque el bando contrario, a pesar de todos los esfuerzos de sus hombres de gobierno, no ofrece garantías de estabilidad política y social...
Demos ahora un esbozo del carácter del movimiento llamado «nacional». Creemos justa esta denominación. Primero, por su espíritu; porque la nación española estaba disociada, en su inmensa mayoría, de una situación estatal que no supo encarnar sus profundas necesidades y aspiraciones; y el movimiento fue aceptado como una esperanza en toda la nación; en las regiones no liberadas sólo espera romper la coraza de las fuerzas comunistas que le oprimen...
La irrupción contra los templos fue súbita, casi simultánea en todas las regiones, y coincidió con la matanza de sacerdotes. Los templos ardieron porque eran casas de Dios, y los sacerdotes fueron sacrificados porque eran ministros de Dios...
Prueba elocuentísima de que de la destrucción de los templos y la matanza de los sacerdotes, en forma totalitaria fue cosa premeditada, es su número espantoso. Aunque son prematuras las cifras, contamos unas 20 000 iglesias y capillas destruidas o totalmente saqueadas. Los sacerdotes asesinados, contando un promedio del 40 por 100 en las diócesis devastadas en algunas llegan al 80 por 100 sumarán, sólo del clero secular, unos 6000. Se les cazó con perros, se les persiguió a través de los montes; fueron buscados con afán en todo escondrijo. Se les mató sin perjuicio las más de las veces, sobre la marcha, sin más razón que su oficio social.
«Carta colectiva de los obispos españoles a los obispos de todo el mundo con motivo de la guerra en España», en la Enciclopedia Espasa-Calpe, suplemento 1936–1939, páginas 1553–1555.

Varios historiadores como Alfonso Álvarez Bolado o Hilari Raguer han señalado cuatro grandes "limitaciones" en la carta colectiva:
- Que absolviera demasiado fácilmente a la Iglesia de haberse puesto de parte de los ricos olvidando a los pobres, ya que la Iglesia católica en España siempre se alineó con las derechas que se oponían a las reformas que se pusieron en marcha durante el primer bienio de la Segunda República española y durante el gobierno del Frente Popular. Así lo atestiguó el político católico y nacionalista catalán Francisco Cambó en plena guerra: "Si la mitad de los mártires hubieran sido apóstoles, la horrible catástrofe no se hubiera producido".
- Que simplificara la cuestión de los católicos vascos que se mantuvieron fieles a la República, a los que la carta les reprochaba su "desobediencia", a pesar de que el Papa nunca los condenó. En este punto se seguía la línea iniciada en la "Instrucción Pastoral" redactada por el propio cardenal Gomá y hecha pública por los obispos de Vitoria y de Pamplona en agosto de 1936, en la que se condenaba a los católicos vascos del bando republicano.
- Que tuviera una falta de sensibilidad para los valores democráticos, al identificar de modo simplista al bando republicano con el comunismo y al elogiar al "nuevo régimen" que estaba construyendo en la zona sublevada el "Generalísimo" Franco.
- Que no mencionara prácticamente la represión en el bando sublevado y que cuando lo hacía adoptara una actitud benevolente muy diferente al juicio que le merecía la represión en la zona republicana. Esto constituye, según Hilari Raguer (monje e historiador independentista catalán[14]), la más grave deficiencia del documento. En la carta se decía sobre este punto:[15]

Toda guerra tiene sus excesos; los habrá tenido, sin duda, el movimiento nacional; nadie se defiende con total serenidad de las locas arremetidas de un enemigo sin entrañas. Reprobando en nombre de la justicia y de la caridad cristiana todo exceso que se hubiese cometido, por error o por gente subalterna y que metódicamente ha abultado la información extranjera, decimos que el juicio que rectificamos no responde a la verdad, y afirmamos que va una distancia enorme, infranqueable, entre los principios de justicia de su administración y de la forma de aplicarla de una y otra parte

En conclusión, lo que hizo la Carta colectiva fue legitimar el alzamiento militar y condenar la República, utilizando para ello las ideas del pensamiento tradicional de la derecha católica.

## Obispos firmantes
- Cardenal Isidro Gomá y Tomás, entonces arzobispo de Toledo. Doctor en Filosofía, en Sagrada Teología y en Derecho canónico.
- Cardenal Eustaquio Ilundain y Esteban, entonces arzobispo de Sevilla. Doctor en Sagrada Teología.
- Prudencio Melo y Alcalde, entonces arzobispo de Valencia. Doctor en Sagrada Teología y en Derecho civil.
- Manuel de Castro Alonso, entonces arzobispo de Burgos. Doctor en Sagrada Teología, en Derecho canónico y en Derecho civil.
- Rigoberto Doménech Valls, entonces arzobispo de Zaragoza. Doctor en Sagrada Teología y en Derecho canónico.
- Tomás Muñiz Pablos, entonces arzobispo de Santiago de Compostela. Doctor en Sagrada Teología, en Filosofía y en Derecho canónico.
- Agustín Parrado García, entonces arzobispo de Granada y administrador apostólico de Almería, Guadix y Jaén. Doctor en Sagrada Teología. Fue creado cardenal en 1946.
- Adolfo Pérez Muñoz, entonces obispo de Córdoba y administrador apostólico del Obispado Priorato de Ciudad Real. Doctor en Sagrada Teología y en Derecho canónico.
- Josep Miralles i Sbert, entonces obispo de Mallorca. Licenciado en Magisterio y doctor en Sagrada Teología, en Derecho canónico y en Filosofía.
- Leopoldo Eijo y Garay, entonces obispo de Madrid-Alcalá. Doctor en Filosofía, en Sagrada Teología y en Derecho canónico.
- Beato Manuel González García, entonces obispo de Palencia. Doctor en Sagrada Teología y licenciado en Derecho canónico.
- Enrique Plá y Deniel, entonces obispo de Salamanca. Doctor en Filosofía, en Sagrada Teología y en Derecho canónico. Fue creado cardenal en 1946.
- Valentín Comellas Santamaría, entonces obispo de Solsona. Doctor en Sagrada Teología.
- Justí Guitart Vilardebó, entonces obispo de Urgel. Licenciado en Derecho civil y doctor en Sagrada Teología.
- Miguel de los Santos Díaz Gomara, entonces obispo de Cartagena. Doctor en Sagrada Teología, en Derecho civil, en Derecho canónico y en Filosofía.
- Fidel García Martínez, entonces obispo de Calahorra. Doctor en Filosofía, en Sagrada Teología y en Derecho canónico.
- Florencio Cerviño González, entonces obispo de Orense. Doctor en Sagrada Teología y licenciado en Derecho canónico.
- Rafael Balanzá y Navarro, entonces obispo de Lugo. Doctor en Sagrada Teología y en Derecho canónico.
- Félix Bilbao Ugarriza, entonces obispo de Tortosa. Doctor en Sagrada Teología.
- Fr. Albino González Menéndez-Reigada, O.P., entonces obispo de Tenerife. Doctor en Filosofía, en Sagrada Teología y en Derecho civil.
- Juan Villar y Sanz, entonces obispo de Jaca. Doctor en Sagrada Teología y licenciado en Derecho canónico.
- Juan Perelló Pou, M.SS.CC., entonces obispo de Vich.
- Nicanor Javier Mutiloa Irurita, C.Ss.R., entonces obispo de Tarazona y administrador apostólico de Tudela.
- José Eguino y Trecu, entonces obispo de Santander. Doctor en Sagrada Teología y en Derecho civil.
- Feliciano Rocha Pizarro, entonces obispo de Plasencia. Graduado en Sagrada Teología y licenciado en Derecho canónico.
- Antonio Cardona Riera, entonces administrador apostólico de Ibiza.
- Luciano Pérez Platero, entonces obispo de Segovia. Doctor en Sagrada Teología y en Derecho canónico, y licenciado en Derecho civil.
- Manuel Arce y Ochotorena, entonces obispo de Zamora. Doctor en Sagrada Teología, en Filosofía y en Derecho canónico. Fue creado cardenal en 1946.
- Manuel López Arana, entonces administrador apostólico de Ciudad Rodrigo.
- Lino Rodrigo Ruesca, entonces obispo de Huesca.
- Antonio García y García, entonces obispo de Tuy. Doctor en Filosofía, en Sagrada Teología y en Derecho canónico.
- José María Alcaraz y Alenda, entonces obispo de Badajoz. Doctor en Filosofía y en Sagrada Teología.
- Josep Cartañà Inglés, entonces obispo de Girona.
- Justo Antonino Echeguren y Aldama, entonces obispo de Oviedo.
- Fr. Francisco Barbado Viejo, O.P., entonces obispo de Coria. Doctor en Sagrada Teología y licenciado en Sagrada Escritura.
- Benjamín de Arriba y Castro, entonces obispo de Mondoñedo. Doctor en Filosofía y en Sagrada Teología, y licenciado en Derecho canónico. Fue creado cardenal en 1953.
- Tomás Gutiérrez Díez, entonces obispo de Osma.
- Beato Anselmo Polanco y Fontecha, O.S.A., entonces obispo de Teruel y administrador apostólico de Albarracín. Fue asesinado el 7 de febrero de 1939 por las fuerzas del bando republicado.
- Santos Moro Briz, entonces obispo de Ávila. Doctor en Filosofía, en Sagrada Teología y en Derecho canónico.
- Balbino Santos Olivera, entonces obispo de Málaga. Doctor en Filosofía y en Sagrada Teología, y licenciado en Sagrada Escritura.
- Marcelino Olaechea Loizaga, S.D.B., entonces obispo de Pamplona.
- Antonio Pildáin Zapiáin, entonces obispo de Canarias. Doctor en Sagrada Teología.
- Hilario Yaben, entonces vicario capitular de Sigüenza. Doctor en Sagrada Teología y licenciado en Derecho civil.
- Eugenio Domaica, entonces vicario capitular de Cádiz.
- Emilio F. García, entonces vicario capitular de Ceuta.
- Fernando Álvarez Rodríguez, entonces vicario capitular de León. Doctor en Derecho canónico.
- José Zurita, entonces vicario capitular de Valladolid.

## Los obispos que no firmaron
Hubo 12 obispos que no tuvieron la oportunidad de firmar la carta en 1937 porque fueron asesinados el año anterior, en 1936, en el contexto de la persecución religiosa durante la guerra civil española:  
- Florentino Asensio Barroso, obispo de Barbastro. Doctor en Sagrada Teología.
- Manuel Basulto Jiménez, obispo de Jaén. Licenciado en Sagrada Teología y en Derecho civil.
- Manuel Borrás Ferré, obispo auxiliar de Tarragona.
- Narciso de Esténaga Echevarría, obispo de Ciudad Real. Doctor en Sagrada Teología y licenciado en Derecho canónico.
- Salvio Huix Miralpeix, obispo de Lérida .
- Manuel Irurita Almándoz, obispo de Barcelona. Doctor en Filosofía y en Sagrada Teología.
- Cruz Laplana y Laguna, obispo de Cuenca. Doctor en Sagrada Teología.
- Manuel Medina Olmos, obispo de Guadix . Doctor en Filosofía, en Sagrada Teología y en Derecho civil.
- Eustaquio Nieto Martín, obispo de Sigüenza. Doctor en Sagrada Teología y licenciado en Derecho canónico.
- Juan de Dios Ponce y Pozo, administrador apostólico de Orihuela. Doctor en Filosofía, en Sagrada Teología y en Derecho canónico.
- Miguel Serra Sucarrats, obispo de Segorbe. Doctor en Sagrada Teología y licenciado en Derecho civil y en Derecho canónico.
- Diego Ventaja Milán, obispo de Almería. Doctor en Filosofía, en Sagrada Teología y en Derecho canónico.

Anselmo Polanco Fontecha, obispo de Teruel, sí pudo firmarla en 1937, pero fue apresado y asesinado en 1939. 
El obispo de Menorca Juan Torres y Ribas, anciano de 92 años, medio ciego y enfermo, confinado en su diócesis, fue respetado por los republicanos. No tuvo oportunidad de firmar la carta al estar incomunicado con el exterior. Murió el 20 de enero de 1939.
El cardenal Pedro Segura y Sáenz, que estaba exiliado en Roma, a quien el cardenal Gomá "seguramente no le pidió la firma porque era arzobispo dimisionario de Toledo", es decir, no ejercía labor pastoral en España en esos momentos. 
El obispo de Orihuela-Alicante, el vasco Francisco Javier de Irastorza Loinaz, exiliado en Gran Bretaña, que no quiso regresar a la zona sublevada aun sabiendo que ello podría considerarse como una desafección hacia la causa de los "nacionales" y simpatía hacia los "rojos". "Un sacerdote alicantino, buen conocedor del caso, aseguraba que no firmó por su fuerte nacionalismo vasco".
El obispo de Vitoria Mateo Múgica Urrestarazu (que había sido expulsado de España por orden de la Junta de Defensa Nacional bajo la acusación de tolerar propaganda "separatista" en el seminario y de proteger a sacerdotes enemigos del alzamiento militar, pero en realidad por haber protestado por el asesinato de 14 sacerdotes vascos por los sublevados), le dijo al cardenal Gomá que no le parecía oportuno firmar estando obligado a permanecer fuera de su diócesis y que no quería firmar un documento de exaltación de los "nacionales". El obispo Múgica "no podía firmar un documento en el que, respondiendo a la acusación de que en la zona franquista también había una dura represión, se elogiaban los principios de justicia y el modo de aplicarla de los tribunales militares".
El quinto prelado que no firmó la carta, y "que pagaría su negativa con la muerte en el exilio", fue el cardenal arzobispo de Tarragona Francisco Vidal y Barraquer, quien había conseguido huir de España gracias a la intervención del presidente de la Generalidad de Cataluña Lluís Companys, que lo salvó de ser asesinado por un comité anarquista y que no había querido regresar a la zona nacional. Según Hilari Raguer, este es sin duda el caso más significativo de los cinco porque se trataba tal vez de la figura más destacada de aquel momento de la Iglesia católica en España. La negativa a firmar la carta se basó en dos argumentos: que era un documento "propio para propaganda... poco adecuado a la condición y carácter de quienes han de suscribirlo" y al que "se le dará una interpretación política por su contenido y por algunos datos o hechos en él consignados"; y en segundo lugar, porque su publicación podría empeorar la difícil situación que ya vivían los eclesiásticos que se hallaban en la zona republicana. También aducía el cardenal el origen del documento, complacer la petición del general Franco, pues juzgaba peligroso "aceptar sugerencias de personas extrañas a la jerarquía en asuntos de su incumbencia". Pero la razón fundamental de la negativa del cardenal Vidal y Barraquer fue que "creía que en aquella guerra fratricida la Iglesia no debía identificarse con ninguno de los dos bandos, sino más bien hacer obra de pacificación. Así lo exponía repetidamente en sus cartas al cardenal Pacelli, secretario de Estado".
El obispo que "casi" no firmó fue el de Urgel y como tal copríncipe de Andorra Justino Guitart y Vilardebó, que era íntimo amigo y principal consejero del cardenal Vidal y Barraquer, y que había escapado de la persecución religiosa de la zona republicana huyendo a Andorra y más tarde a Italia donde pasó los dos primeros años de la guerra, sin querer volver a la zona nacional porque no quería adherirse al bando sublevado. Cuando recibió la primera petición del cardenal Gomá para que subscribiera la carta colectiva Guitart le contestó que lo haría si también se adhería a la misma Vidal y Barraquer. En la segunda petición que le formuló el primado Gomá llegó incluso a amenazarle si no firmaba la carta, pero Guitart siguió negándose. Finalmente dio su consentimiento al parecer porque el cardenal Vidal y Barraquer así se lo pidió. "Éste [Vidal y Barraquer], decidido a hacer frente a las previsibles consecuencias de su negativa, pensaría que su gesto testimonial ya era suficiente, y que en cambio convenía que un hombre de su entera confianza, como era Guitart, estuviera entre los obispos de su provincia eclesiástica". De hecho el obispo de Urgell no volvió a la zona nacional hasta el momento en que parecía inminente la llegada de los sublevados a Urgel, "para entrar en su diócesis con las primeras tropas y estar presente en los primeros y más delicados momentos de la ocupación y la represión. (...) Cuando finalmente toda la diócesis de Urgel cayó, el obispo Guitart se enfrentó valientemente a las autoridades militares defendiendo el uso pastoral de la lengua catalana y negándose a colaborar en la represión de los vencidos".
También pagaron con el exilio eclesiásticos menores e intelectuales de fuste, como José Manuel Gallegos Rocafull, amigo del futuro cardenal Vicente Enrique y Tarancón, que defendió activamente la inocencia de la República en la represión religiosa y había asistido a la terrible represión en Córdoba, que según algunos superó el doble de muertos de la más divulgada de Paracuellos. En 1937 publicó el folleto La carta colectiva de los obispos facciosos: Réplica y cuando pasa a París, continua su apoyo a la República, tanto en sus obras, como con su colaboración en la revista Esprit, órgano de la izquierda católica intelectual, en la que sostuvo su tesis contra el concepto de “Cruzada Nacional” aplicada por el episcopado español a la Guerra Civil. Entre sus amigos se encontraban Emmanuel Mounier, fundador de la antes dicha revista Esprit, o el filósofo Jacques Maritain, al que valora como pensador pero más como persona. El papa presionó para que se callara y fue suspendido a divinis por su obispo. Tuvo que exiliarse en México, donde dio clases en la UNAM. La iglesia mexicana consiguió levantarle esa suspensión.

## Repercusiones
La Carta colectiva indignó a la opinión pública de la zona republicana, lo que supuso que la política de restablecimiento de la libertad religiosa iniciada por el ministro de Justicia Manuel Irujo del gobierno de Juan Negrín encontrara a partir de entonces muchas dificultades. De hecho cuando cayó prisionero en la batalla de Teruel de enero de 1938 el obispo de Teruel Anselmo Polanco la principal acusación que se le hizo fue haber firmado la carta colectiva, que constituía una excitación a la rebelión. Así pues, se confirmaron los temores que había manifestado el cardenal Vidal y Barraquer de que la carta colectiva empeoraría la situación del clero que se hallaba en la zona republicana, que fue una de las razones principales que alegó para no firmarla.
En cuanto al plano internacional, el impacto de la carta colectiva fue extraordinario porque prácticamente los obispos de todo el mundo adoptaron el punto de vista sobre la guerra civil española que manifestaba la carta colectiva, sobre todo por la descripción que se hacía en ella de la persecución religiosa que se había desencadenado en la zona republicana. Hubo 580 mensajes episcopales, colectivos o individuales, de respuesta a la carta colectiva española. Así pues, "el efecto sobre la opinión católica mundial perseguido por Franco al pedir a Gomá el documento se había logrado plenamente. El director nacional de propaganda, Conde, decía a un religioso que trabajaba en los servicios franquistas: Diga usted al señor cardenal (Gomá) que se lo digo yo, práctico en estos menesteres: que más ha logrado él con la carta colectiva que los demás con todos nuestros afanes. La carta de los obispos españoles es más importante para Franco en el extranjero que la toma de Bilbao o Santander, escribía un año más tarde el P. Calasanz Bau, colaborador entusiasta de la Oficina Nacional de Propaganda, difusora del documento. Se produjo plenamente la manipulación propagandística que el cardenal Vidal y Barraquer había temido", y que le había llevado a no suscribir la carta colectiva.
La Carta recibió la contestación oficial de aproximadamente novecientos obispos, que mostraban su apoyo y solidaridad. Son destacables las respuestas colectivas de los obispos de Italia, Austria, Suiza, Alemania, Bélgica, Polonia, Hungría, Checoslovaquia, Rumanía, Albania, Grecia, Irlanda, Inglaterra, Portugal, Estados Unidos, México, Canadá, Armenia y África Central.
La gran importancia de estas muestras de reconocimiento del Episcopado mundial no fue ignorada por obispos como el catalán Pla y Deniel, de la diócesis de Salamanca, que en su Carta pastoral El triunfo de la Ciudad de Dios y la Resurrección de España resaltaba el hecho de que las respuestas de países democráticos como Estados Unidos, Francia o Bélgica, daban legitimidad a la actuación del Episcopado español durante la guerra civil por no haberse extralimitado en su misión, ni “dejado arrastrar por partidismos”. Pla y Deniel, defendiendo la legitimidad y veracidad de la Carta, afirmó lo siguiente:

Los obispos españoles no se han entregado a un partidismo político; pero ante la ruina inminente de la religión y de la patria han creído que dentro de su ministerio entraba también el de ser defensores civitatis, no empuñando armas, pero sí esclareciendo las conciencias sobre los deberes de momentos trágicos y trascendentales, sin olvidar su carácter pastoral, como lo reconoció Su Santidad Pío XI, en la carta que por su orden dirigió en 5 de marzo de 1938 al Cardenal Primado de España su Cardenal Secretario de Estado y futuro Sucesor en la Cátedra de Pedro, al llegar a conocimiento de la Santa Sede que en breve se editaría una publicación que contendría los Mensajes enviados por los Obispos de las Naciones en contestación a la Carta Colectiva del Episcopado Español: "La gran resonancia y la favorable y amplísima acogida de tan importante documento eran ya bien conocidas del Augusto Pontífice, el cual con paternal satisfacción había echado de ver los nobles sentimientos en que está inspirado, así como el alto sentido de justicia de esos Excmos. Obispos al condenar absolutamente todo lo que tenga razón de mal, y particularmente las palabras de generoso perdón que tiene el mismo Episcopado, tan duramente probado en sus miembros, en sus sacerdotes y en sus iglesias, para cuantos al perseguir sañudamente a la Iglesia, tantos daños han causado a la Religión en la noble España» 
Los Obispos españoles han declarado solemnemente en su Carta Colectiva que ellos no provocaron el Alzamiento ni conspiraron para el mismo, pero hubiese sido monstruosa su neutralidad entre el comunismo ateo devastador y sacricida y los que exponían cuanto tenían, bienes, libertad y su misma vida por defender la religión, la patria y la civilización. No debían acaudillar ejércitos ni lo han hecho, pero dentro de su ministerio pastoral debían ser, en circunstancias decisivas para la Iglesia y la patria, defensores civitatis. 
En la zona roja han sabido ser mártires los Obispos y morir bendiciendo y perdonando. Y el Obispo de Teruel que de la zona nacional pasó prisionero a la zona roja en la efímera posesión de esta ciudad por el ejército rojo, fué invitado a retractar su firma puesta a la Carta Colectiva de los Obispos; y con noble entereza contestó que muy conscientemente la había firmado y por ser verdad cuanto en ella se decía, comprobado por él personalmente en su propia diócesis. La Providencia divina permitió la prisión y al fin la muerte del Obispo de Teruel, que no quiso comprar la libertad con una retractación que habría sido una traición a su conciencia, para que brillase ante el mundo, contra las afirmaciones mezquinas y calumniosas de unos pocos, que los Obispos españoles habíamos suscrito libremente la Carta Colectiva, no como acto de servilismo, sino sabiendo lo que ella podía acarrearnos en momentos en que la guerra no estaba todavía decidida; pero entendiendo que eran no los intereses de un partido o de una facción los que defendíamos sino los sagrados intereses de la Religión y de la Patria y aun los intereses de la civilización cristiana amenazada en todo el mundo. La Carta Colectiva de los Obispos españoles debía tener su mártir que atestiguase la libertad y los fines apostólicos propios de su sagrado ministerio de todos los que la suscribieron.